# Таштамацька сільська рада
Таштама́цька сільська рада (рос. Таштамакский сельский совет) — муніципальне утворення у складі Аургазинського району Башкортостану, Росія. Адміністративний центр — присілок Таштамак.

## Населення
Населення — 868 осіб (2019, 986 в 2010, 1043 в 2002).

## Склад
До складу поселення входять такі населені пункти:
| Населений пункт     | Населення, осіб (2002) | Населення, осіб (2010) |
| ------------------- | ---------------------- | ---------------------- |
| Гумерово, присілок  | 103                    | 85                     |
| Таштамак, присілок  | 594                    | 561                    |
| Турсугалі, присілок | 174                    | 175                    |
| Усманово, присілок  | 172                    | 165                    |